# Genoa (condado de Vernon, Wisconsin)
Genoa es un pueblo ubicado en el condado de Vernon en el estado estadounidense de Wisconsin. En el Censo de 2010 tenía una población de 789 habitantes y una densidad poblacional de 8,39 personas por km².

## Geografía
Genoa se encuentra ubicado en las coordenadas 43°32′45″N 91°10′23″O / 43.54583, -91.17306. Según la Oficina del Censo de los Estados Unidos, Genoa tiene una superficie total de 94.01 km², de la cual 87.62 km² corresponden a tierra firme y (6.8%) 6.39 km² es agua.

## Demografía
Según el censo de 2010, había 789 personas residiendo en Genoa. La densidad de población era de 8,39 hab./km². De los 789 habitantes, Genoa estaba compuesto por el 98.61% blancos, el 0.13% eran afroamericanos, el 0.13% eran amerindios, el 0.51% eran asiáticos, el 0% eran isleños del Pacífico, el 0.13% eran de otras razas y el 0.51% pertenecían a dos o más razas. Del total de la población el 1.27% eran hispanos o latinos de cualquier raza.